# Knin bevétele (1522)

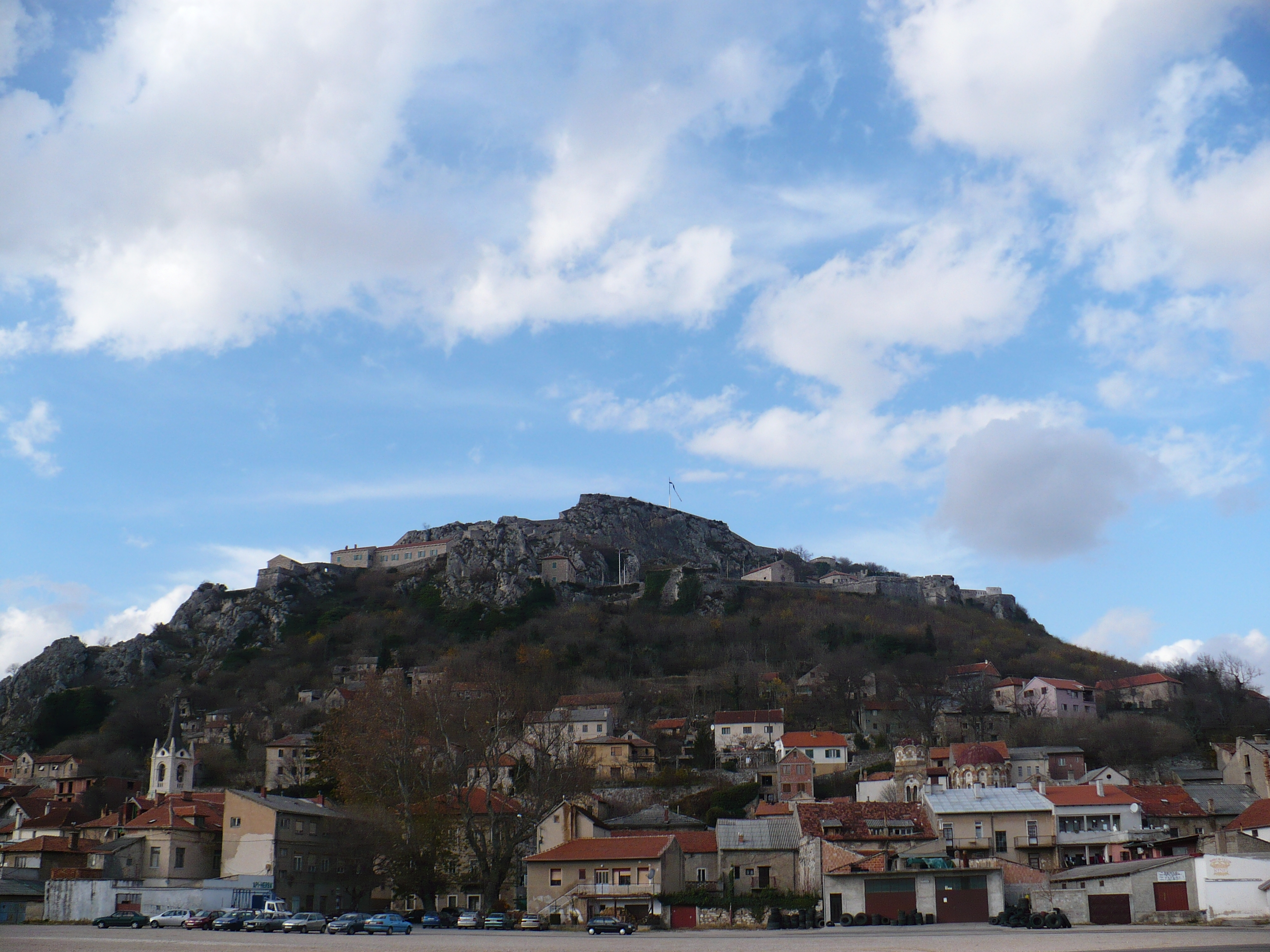
Knin vára napjainkban

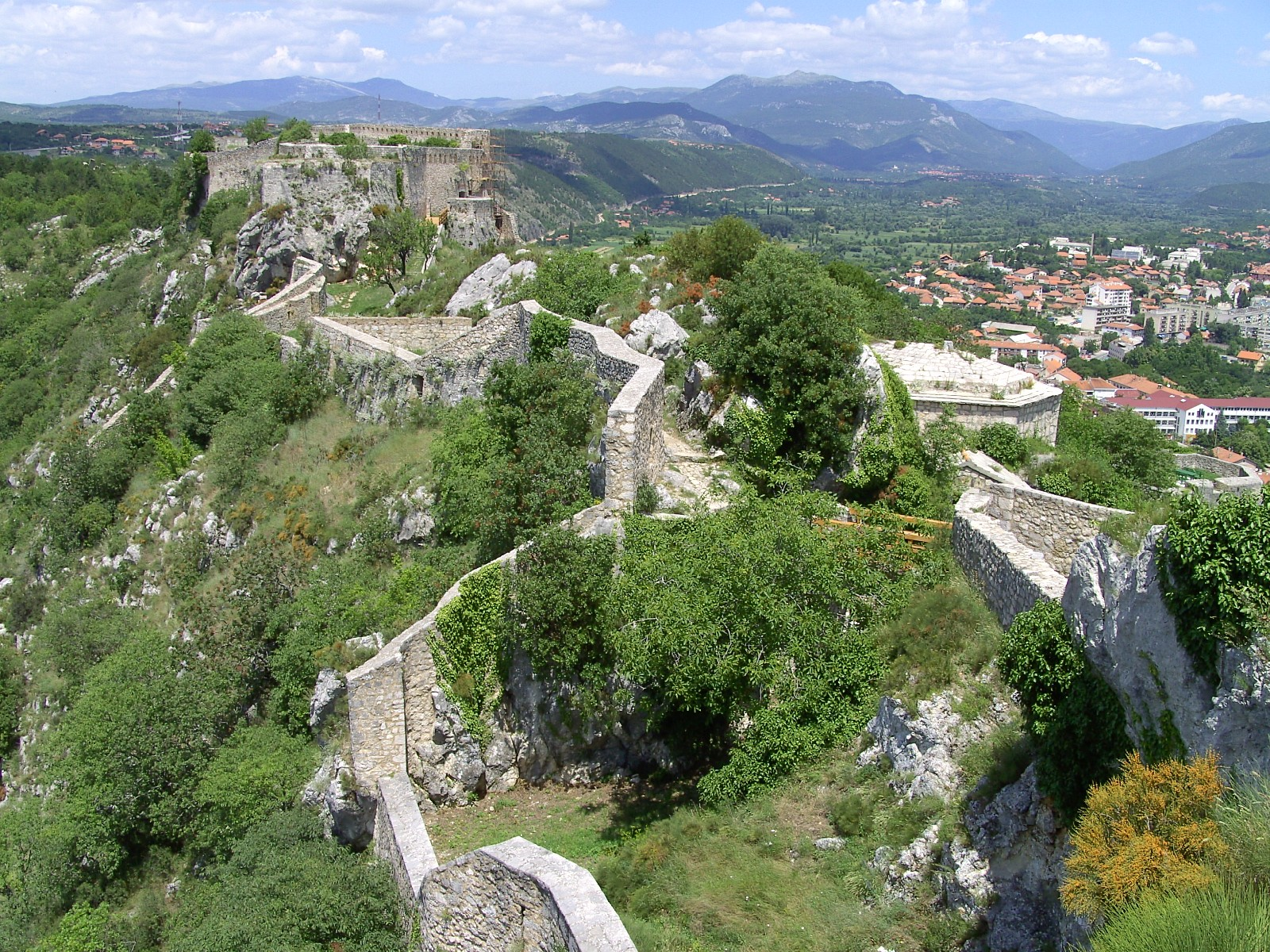
Knin vára napjainkban

Knin várának törökök általi bevétele a magyar–török háború egyik eseménye, ami 1522. május 29-én történt. 
A több hétig tartó harcokban a várat a szerb származású Demeter vajda védte Gházi Huszrev boszniai pasa támadásaitól. Miután a horvát bán nem bírt semmit sem tenni a várért, a vajda kénytelen-kelletlen feladta a bégnek a várat a szabad elvonulás feltétele mellett. Knin eleste után Szkardona védői harc nélkül kiürítették a várat.
Knin várát egyes történészek „Horvátország kulcsának,” vagy „horvát Nándorfehérvárnak” tartják, habár hasonlóan nagy fontosságú Klissza és Osztrovica is. Egy másik török sereg néhány nap múlva Klisszát ostromolta két hétig, amit azonban a zenggi vár katonái felmentettek.
Magyarország a Német-római Birodalomtól kisebb kontingensek formájában, amelyet Horvátországba irányították. Elsősorban a Krajna (ma Szlovénia) közeli várakban helyezték el őket, ezzel védve a déli tartományokat a török támadástól.

## Külső hivatkozások
- Horvát-Szlavónország Archiválva 2008. január 13-i dátummal a Wayback Machine-ben
- 1521–1525-ig tartó korszak eseményei Magyarországon Archiválva 2014. július 19-i dátummal a Wayback Machine-ben